# Sienai Szent Bernardin

Sienai Bernardin (Bernardino da Siena, családi név: Bernardino degli Albizzeschi) katolikus nevén Sienai Szent Bernardin (Massa Marittima, 1380. szeptember 8. – L’Aquila, 1444. május 20.) itáliai ferences szerzetes, római katolikus pap, egyháztanító.

## Élete
1386-tól Sienában nevelkedett, nemesi családból származott. 1396 és 1399 között jogot tanult. 1398-ban ébredt föl érdeklődése a Szentírás és a teológia iránt. Belépett egy sienai jámbor társaságba (Disciplinati Confraternitatis B. Mariae) és betegeket ápolt. Először ágostonos remete akart lenni, de 1402. szeptember 8-án mindenét szétosztotta a szegények között, és az obszerváns ferences rendi minoriták sienai kolostorába lépett be. 1403-ban tett fogadalmat, első szentmiséjét 1404. szeptember 8-án mondta. Siena közelében, a Caprioli dombon egy kis kolostort épített, elsősorban a  ferences teológusokat tanulmányozta. Megválasztották toszkánai vikáriusnak, ezért átköltözött Fiesoléba. 1417-ben Genovában kezdett prédikálni; áldásos hatását hamarosan Észak- és Közép-ltália minden lakója érezte. Olyan sokan tértek meg szavai hatására, hogy a papok nem győzték a gyóntatást. Különösen békeszerző hatása volt nagy, és ehhez Jézus nevének tiszteletével nyerte meg a szíveket. 

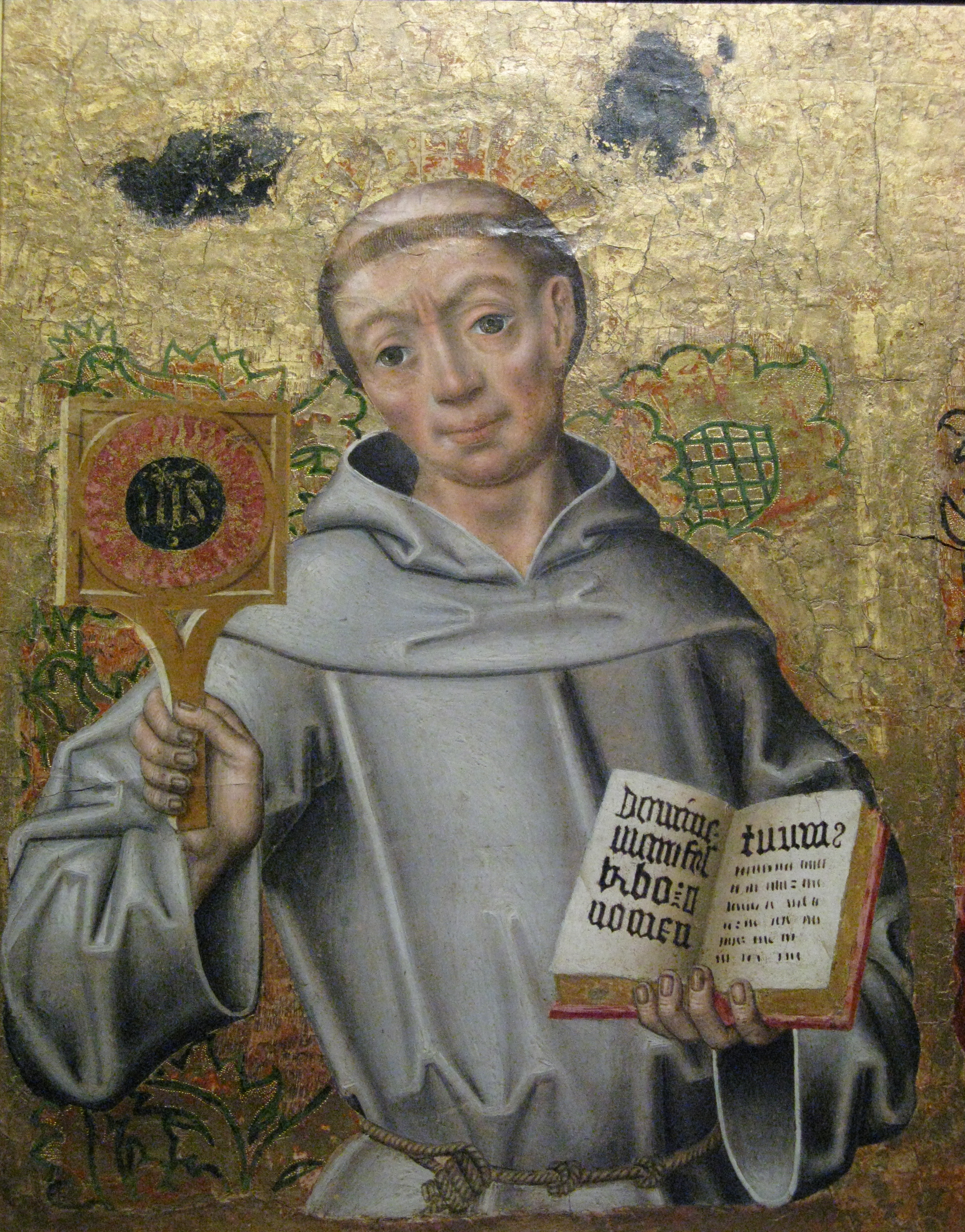
Sienai Szent Bernardin,
IHS pajzsával, amelyet prédikációi végén egyik kezével felmutatott, másik kezében Biblia. 1530-ban VII. Kelemen pápa engedélyezte a ferences rendnek, hogy zsolozsmával is tisztelhessék Jézus szent nevét

Észrevette, hogy a sok fegyverrel, zászlóval és pártjelvénnyel szemben neki egyetlen fegyvere van: az üdvözítő Jézus Krisztus. Nevének monogramját (IHS) napsugarakkal körülvett arany betűkkel kis pajzsra írta, amelyet a prédikációja végén felmutatott. Ez a pajzs hamarosan a béke és a testvériség jelévé vált, és házak, templomok, városházák kapuja fölé tették az emberek. Mivel ezzel egy önálló mozgalom vezetőjének tűnt fel, ellenségei három alkalommal (1426-ban V. Márton pápánál; 1431-ben IV. Jenő pápánál; és 1438-ban a bázeli zsinaton) emeltek ellene vádat, de a többszöri kivizsgálás során mindig felmentették, és mindig bebizonyosodott, hogy tanítása tévedésmentes, szándéka feddhetetlen, élete pedig szent. Háromszor akarták püspökké tenni (Sienában, Ferrarában és Urbinóban), de visszautasította. 1430-tól írta teológiai műveit. 
1438-1442 között az obszervánsok spirituális és adminisztratív vezetője, vikárius generálisa, ami 240 kolostor irányítását jelentette. Az irányzat reformere és kiszélesítője volt (még mintegy 300 obszerváns kolostort állított fel). Törekedett a konventuális és a spirituális irányzat renden belüli kibékítésére, beszédeivel nagy hatást gyakorolt azokra a tömegekre, akik a skizma ideje alatt kicsúsztak a hivatalos egyház befolyása alól. Állandóan szorgalmazta a ferencesek teológiai művelődését a „szent műveletlenséggel” szemben. 1440-ben a Perugia melletti monteripidói kolostorban morális iskolát nyitott, amelyben maga is tanított. 1441-ben Sienában teológiai főiskolát alapított. Amikor lemondott vikáriusi tisztéről, a sienaiak diplomáciai ügyekkel Milánóba küldték. Útközben halt meg az aquilai Szent Ferenc-kolostorban. Már a ravatalánál sok csoda történt. 1450-ben avatta szentté V. Miklós pápa. Ereklyéit 1474-ben átvitték L’Aquilába, a róla elnevezett templomba. – Ünnepe: május 20.

## Ábrázolásai

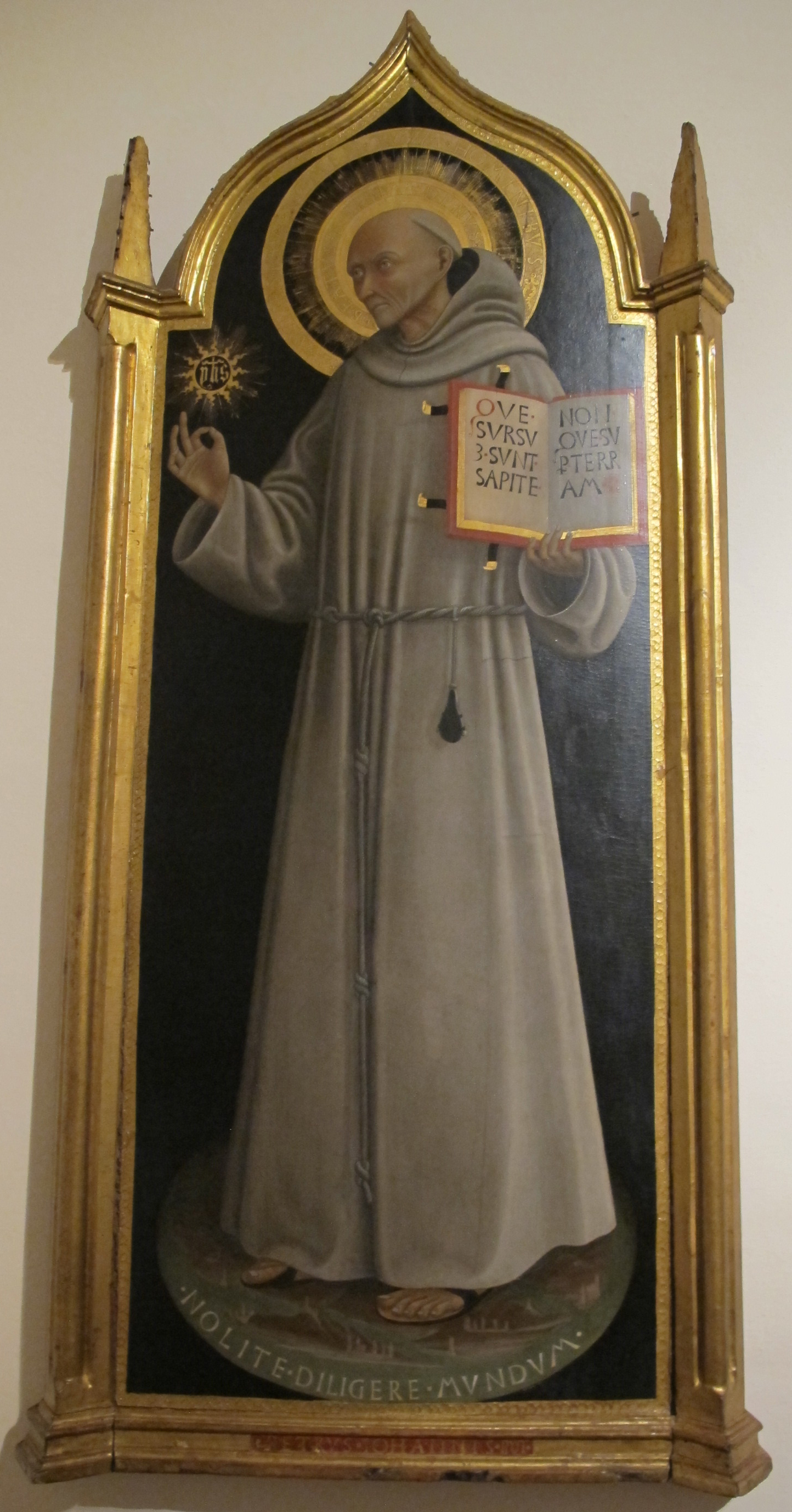
Sienai Szent Bernardin Pietro di Giovanni d'Ambrogio festményén

Sancti Bernardini Senensis Opera omnia, 1745

A szentképeken általában egyszerű, szövetből készült, szürke szerzetesi öltözetben, kezdetben (1444: Pietro di Giovanni d'Ambrogio, Siena) valószínűleg hiteles, később tipikusan aszkéta arccal ábrázolták. Attribútumai: jobb kezében korong vagy négyszögletes tábla, rajta a napsugarakkal körülvett IHS monogram, bal kezében könyv, néha a Kol 3,2 idézetével („Az odafönn valókat keressétek, ne a földieket”); 3 mitra, a visszautasított püspökségekre utalva, feszület, városmodell, globus, galamb, koldus, katedra, zarándokbot. Gyakran megjelenik a Szent beszélgetés képeken.